# Otitidy u psů

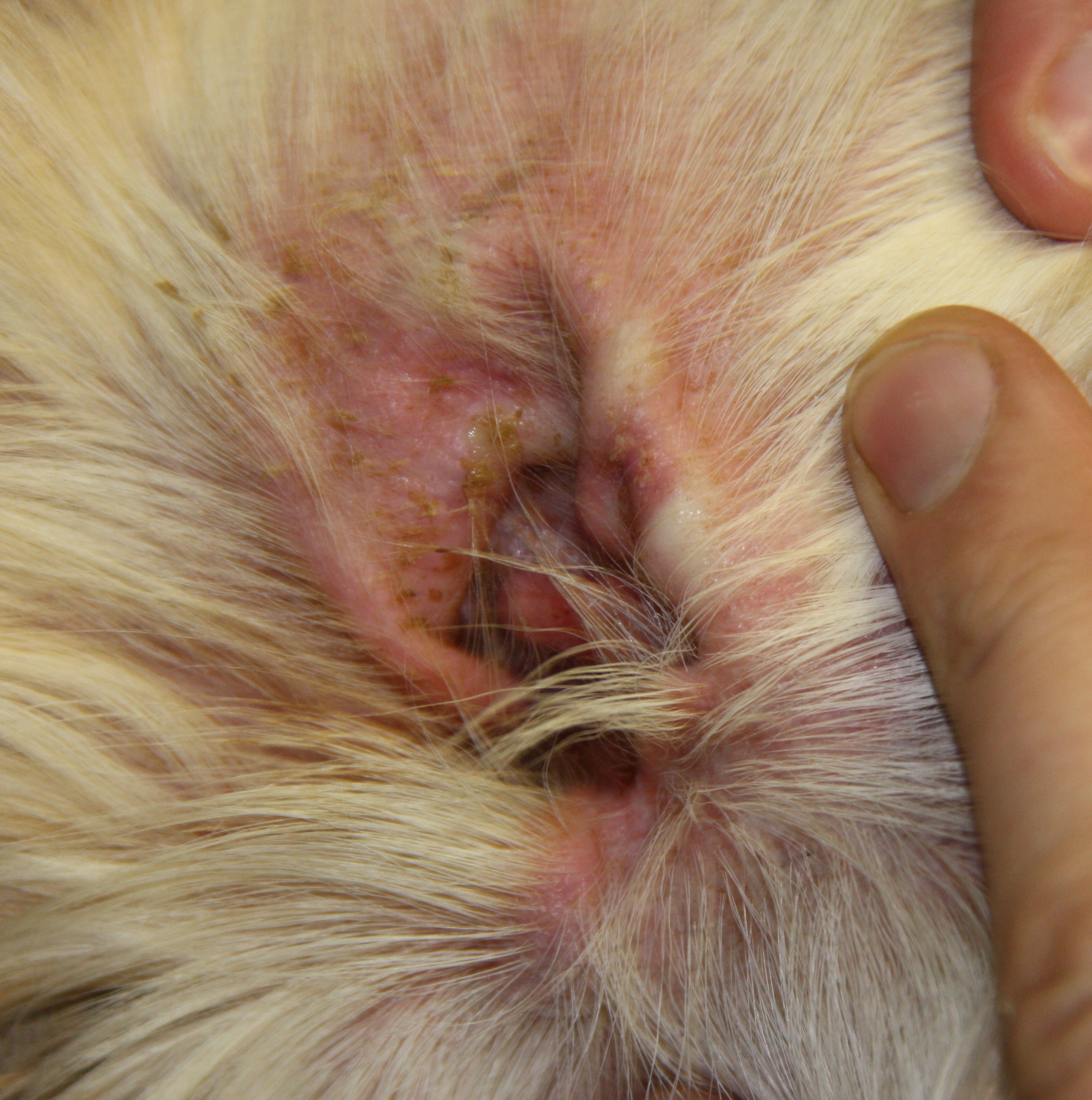
Otitis u psa

Otitida je zánět ucha. Může být lokalizovaný ve vnějším zvukovodu, středním nebo vnitřním uchu, a na základě toho se rozděluje na otitis externa, o. media a o. interna. Jeho vznik může být způsoben mnoha faktory, ať už infekcí v otevřené ráně (vzniklé např. kousnutím), alergií, vnějšími parazity (např. svrab) apod. Plemena, která jsou náchylnější k ušnímu zánětu bývají zpravidla ta s převislýma a dlouhýma ušima (např. baseti, pudlové a kokršpanělové). Dochází u nich totiž k izolaci zvukovodu, a to vede k hromadění nečistot, zapařování atd.

## Příznaky
Hlavními projevy zánětu ucha je zarudnutí postiženého místa a typický zápach. Dále to může být výtok hnisu a tekutin z ucha, abnormální loupání kůže v oblasti ucha apod. Psa při zánětu ucho svědí, a to se může projevit v jeho chování: časté drbání postiženého místa, tření ucha o okolní předměty, náklon hlavy směrem k zasaženému uchu, netypický hlasový projev (např. kňourání při doteku). Někdy dochází i k problémům s koordinací pohybu a udržením rovnováhy (hlavně u o. media a o. interna).

## Příčiny
Nejčastějšími příčinami jsou modřiny, roztoči a infekce. 
Modřiny (též hematomy) - bývají příčinou zanesení infekce. Vznikají protrhnutím cévy (např. dlouhodobým tlakem, drbáním, průnikem cizího tělesa) a následným krvácením. Modřina vzniká mnohdy také jako následek samotného zánětu
Roztoči - nejčastěji svrab.
Infekce -  nemusí ani narušit kůži v uchu psa. Vliv na to má hodně faktorů jako např. vlhkost ucha, nečistoty, alergie, polypy. 

## Druhy otitid
- Otitis externa je zánět zvukovodu. Projevuje se bolestí a svěděním, to způsobuje, že si zvíře drbe postižené místo, naklání hlavu na jednu stranu a jeho ucho je citlivé na dotek. Obvyklé zarudnutí v horizontálním kanále je zjistitelné jen za pomoci otoskopu. V pokročilejší fázi dochází ke zvýšené tvorbě mazu, objevuje se typický zápach, v oblasti zvukovodu vzniká otok a začínají se tvořit strupy nebo šupinky.[3]
- Otitis media je zánět středního ucha. Často bývá způsoben infekcí rozšiřující se z vnějšího ušního kanálu přes tympanickou membránu nebo migrací mikroorganismů z nosohltanu do sluchové trubice.
- Otitis interna je zánět vnitřního ucha. Vedle již zmíněných příznaků se může zánět projevit i jako bolest při žvýkání potravy.[4]

Jednotlivé druhy otitid se spíše než samostatně vyskytují společně v jednom uchu a navzájem se ovlivňují. Například zánět vnitřního ucha může vzniknout, jak rozšířením infekce z vnějšího ucha, tak i proniknutím polypu ze středního ucha. K tomuto šíření dochází zpravidla z důvodu neposkytnutí potřebné léčby.